# Richard Neustadt
Richard Elliott Neustadt (Filadélfia, 26 de junho de 1919 — Londres, 31 de outubro de 2003) foi um cientista político estadunidense especializado em estudos sobre a presidência dos Estados Unidos da América, tendo sido conselheiro de vários mandatários.

## Obras
- 1960: Presidential Power and the Modern Presidents: The Politics of Leadership ISBN 0-02-922796-8
- 1970: Alliance Politics ISBN 0-231-03066-5
- 1986: Thinking In Time : The Uses Of History For Decision Makers ISBN 0-02-922791-7
- 1999: Report to JFK: The Skybolt Crisis in Perspective ISBN 0-8014-3622-2